# Scopula nepalensis
Scopula nepalensis là một loài bướm đêm trong họ Geometridae.